# Модус толенс
У логици, модус толенс је формални назив за валидан индиректан доказ или доказ контрапозицијом, следећег облика:
Ако , онда Q.
 је нетачно.
Стога,  је нетачно.

## Објашњење
Модус толенс има две премисе. Прва премиса је условни ако-онда исказ, да из P следи Q. Друга је да је Q нетачно (неистинито). Из ове две премисе се може логички закључити да P мора бити нетачно.
Размотримо пример:
Ако у просторији има ватре, онда у просторији има кисеоника.
У просторији нема кисеоника.
Стога, у просторији нема ватре.
Још један пример:
Ако починим злочин бићу ухапшен.
Нећу бити (нисам) ухапшен.
Закључујемо - нисам починио злочин.
Претпоставимо да су обе премисе истините. Ако је нека особа починила злочин, онда она заиста мора бити ухапшена; а чињеница је да та особа није ухапшена, односно неће ни бити. Шта следи? Да она није починила злочин. Ако је аргумент валидан и ако су премисе истините, закључак мора да следи.

## Веза са модус поненсом
Свака употреба модус толенса се може претворити у употребу модус поненса и једну употребу транспозиције у премису која је материјална импликација. На пример:
Ако , онда Q. (премиса -- материјална импликација)
АКо је  нетачно, онда је P нетачно. (добијено транспозицијом)
 је нетачно. (премиса)
Стога,  је нетачно. (добијено модус поненсом)
И обратно, свака употреба модус поненса се може претворити у употребу модус толенса уз транспозицију.

## Формална нотација
Записано логичким операторима:
{\displaystyle ((P\Rightarrow Q)\land \neg Q)\vdash \neg P}
Или у нотацији теорије скупова:
{\displaystyle P\subseteq Q}
{\displaystyle x\notin Q}
{\displaystyle \therefore x\notin P}
(P је подскуп од Q. Елемент x није у Q. Стога, x није у P.)
Или у нотацији природне дедукције:
{\displaystyle {\frac {P\Rightarrow Q~~~\neg Q}{\neg P}}}
Такође се може видети у облику:
Ако P онда Q
Не-
Стога, не-P